# Cornelius Cole
Cornelius Cole (Lodi, 1822. szeptember 17. – Hollywood, 1924. november 3.) az Amerikai Egyesült Államok szenátora (Kalifornia, 1867–1873).